# Raña (pesca)
La raña es un instrumento o sencillo artificio con que en cierta manera, a imitación de la Espiga de Maíz, se pescan pulpos en los fondos de roca. Para armarla los pescadores cortan y pulen dos pequeños palos como de a tercia y del grueso de una pulgada poco más o menos, haciendo en el centro de cada uno una muesca o rebaje para que dispuestos en cruz, encajen recíprocamente con firmeza.
En los extremos de cada palo afianzan dos o tres clavos torcidos en forma de gancho o bien anzuelos algo gruesos con agalla o sin ella, que dirigen sus puntas hacia el centro común. Hecho esto afirman la raña con varias vueltas de hilo que cruzan a uno y otro lado formando por conclusión una presilla para atar el cordel con que han de calarla. Y para que descienda al fondo, colocan por la parte inferior, una piedra de proporcionado peso, de modo que la cruz siempre conserve una posición horizontal. Finalmente, para el hecho de pescar, se afianza bien junto a la atadura del propio cordel una sardina o en su defecto otro pez que sirva de cebo.

## Pesca del pulpo
Con semejante prevención salen los barquillos pulperos a emprender su pesca y dirigiéndose a los parajes oportunos, que por lo general tienen bien conocidos, fondean el barco o en caso conveniente se dexjan ir a la deriva o si la corriente o el viento les hace caminar demasiado, se aguantan o sostienen con los remos y echando al mar su raña, la dejan dentro del agua un buen rato, de modo, que el pulpo pueda apresar el cebo que ve.
De la diversa organización del pulpo, respecto de los peces de escama y cuero, resulta que la boca de este animal es de figura del pico de un papagayo, aunque proporcionalmente más pequeño, por cuya causa no puede despedadazar la presa masticándola como lo ejecutan con facilidad muchas especies de aquellos que están armados de robustas y agudas dentaduras. Y así, cuando el pulpo con sus largos rayos abraza la raña y el apetito le empeña a comer el cebo, que cree huírsele entre los brazos, tiene que proceder con cierta lentitud: la blandura de la materia como la sardina o el pedazo de algún otro pez no le permite preparar con presteza, quebrantar o desmenuzar todo lo que de otro modo verificaría para engullir prontamente, de que proviene, que en llegando a asirse de una presa es casi inseparable de ella, y solo el extremo de verse fuera de su elemento le hace soltarla. Sin embargo, hay algunos tan voraces, que tras mucho rato de haberlos sacado del mar no quieren desasirse. Por su misma voracidad se logra coger este pez, con instrumentos tan débiles y sencillos como la espiga de Maíz, la raña y otros en la oportuna temporada.
Los pescadores con levantar a pulso su raña, observan la gravedad que en sí no tenía, por lo que conocen está ya comiendo el pez, y fiados en los ganchos de que se halla armado el arte recobran su cordel y le sacan del agua, por lo regular clavado en alguno de ellos.